# Giraffa jumae
Giraffa jumae – wymarły gatunek ssaka parzystokopytnego z rodziny żyrafowatych. Zwierzę zamieszkiwało tereny od Malawi do Czadu. Ten bądź blisko spokrewniony z nim inny gatunek żył również w Turcji. Holotyp odkryto podczas wykopów w górnego ogniwa formacji Rawi przez Louisa Leakeya w latach trzydziestych XX wieku  razem ze szczątkami nosorożca białego, świniowatych, Metridiochoerus andrewsi, Hippopotamus gorgops i prawie kompletnej żuchwy hipopotama karłowatego.
Gatunek uznaje się za możliwego przodka współczesnej żyrafy (Giraffa camelopardalis).